# Saint-Christophe-à-Berry
Saint-Christophe-à-Berry è un comune francese di 427 abitanti situato nel dipartimento dell'Aisne della regione dell'Alta Francia.

## Società

### Evoluzione demografica
Abitanti censiti